# Hemaris beresowskii
Hemaris beresowskii ist ein Schmetterling (Nachtfalter) aus der Familie der Schwärmer (Sphingidae).

## Merkmale
Die Vorderflügel haben eine transparente Diskalzelle, die normalerweise durch eine zurückgebildete, beschuppte Falte geteilt wird. Die Oberseite der Hinterflügel ist ähnlich wie bei Hemaris ottonis gefärbt, die Marginalbinde ist jedoch zwischen M3 und Cu1 ebenso breit wie der Abstand zwischen diesen beiden Adern am Flügelrand. Die Genitalien der Männchen sind ähnlich wie bei Hemaris staudingeri, der Uncus ist jedoch etwas kürzer. Die rechten Valven sind vor der Mitte schmaler, ihr ventraler Rand ist nach der Mitte nicht so deutlich gebuchtet.

## Vorkommen und Lebensweise
Das Vorkommen der Art ist auf den Südwesten Chinas (Henan, Sichuan und Yunnan) beschränkt. Die Falter fliegen in Sichuan von Mai bis Juli, in Henan und Yunnan von Juni bis Juli. Die Präimaginalstadien sind unbekannt.

## Belege